# 24 Ore di Le Mans 2006
La 24 Ore di Le Mans 2006 è stata la 74ª edizione e si è svolta il 17 e 18 giugno sul Circuit de la Sarthe.

## Contesto

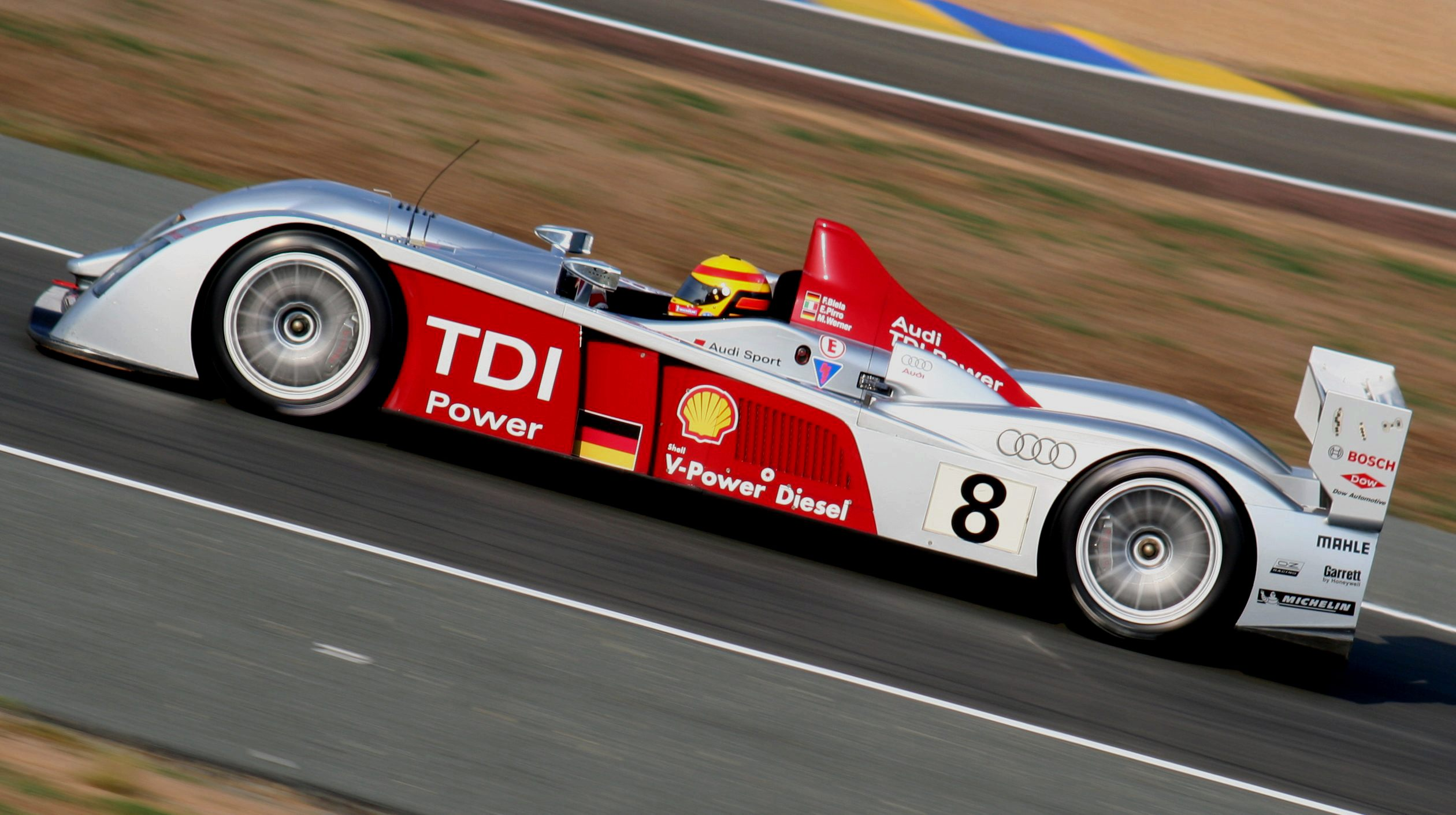
Un'Audi R10 sul circuito

Nel 2006 l'ACO vara un nuovo regolamento tecnico che apre le porte alle automobili spinte da motori diesel: un delicato equilibrio tra le due motorizzazioni viene ricercato concedendo ai motori a gasolio cilindrata e pressione di sovralimentazione maggiori rispetto ai motori a benzina, per compensare i maggiori pesi e ingombri del diesel.
Dopo anni di dominio da parte dell'Audi R8 Sport, la Casa di Ingolstadt presenta una nuova vettura, la Audi R10, dotata di un motore V12 diesel da 5,5 l V12 biturbo che erogava 650 CV e 1100 Nm di coppia e che viene testata alla Sebring, dove ottiene la prima vittoria. La concorrenza è formata dai prototipi della Courage Compétition schierati dalla casa madre e da molti team minori, ma con poche speranze di vittoria. Nelle altre classi era grande l'attesa per il duello in GT1, dove la General Motors schierava le sue nuove Corvette C6-R ufficiali nello scontro con le Aston Martin DBR9 ufficiali portate in pista dalla Prodrive.

## Gara
L'edizione 2006 della 24 Ore di Le Mans vede la sesta vittoria in sette anni da parte dell'Audi.
Il terzetto formato da Emanuele Pirro, Frank Biela e Marco Werner conduce alla vittoria la vettura di Ingolstadt, prima automobile dotata di motore diesel a vincere la 24 ore di Le Mans.  l'auto trascorre pochissimo tempo ai box grazie anche al basso consumo di gasolio.
Al 2º posto si piazza la Pescarolo condotta da Loeb, Helary e Montagny. Completa il podio l'altra Audi di Capello, Kristensen e McNish, che non sono riusciti a realizzare la doppietta per l'Audi poiché hanno perso più di 20 minuti ai box durante la notte per un problema al sistema di alimentazione e inoltre sono stati ulteriormente rallentati dalla sosta necessaria a sostituire una sospensione danneggiata in seguito al contatto con una vettura di classe Gt1 attorno alla decima ora di gara.
Nonostante abbia sofferto di problemi elettrici nelle ultime ore di gara, tra i meno potenti prototipi della LMP2 si è imposta, conquistando anche l'ottava posizione nella classifica generale, la MG-Lola EX264 del team RML pilotata da Erdos, Newton e Wallace con ben diciassette giri di vantaggio sulla seconda di classe, la Lola B05/40 dell'americane Intersport Racing, entrambe dotate di motore AER 2 litri turbo.

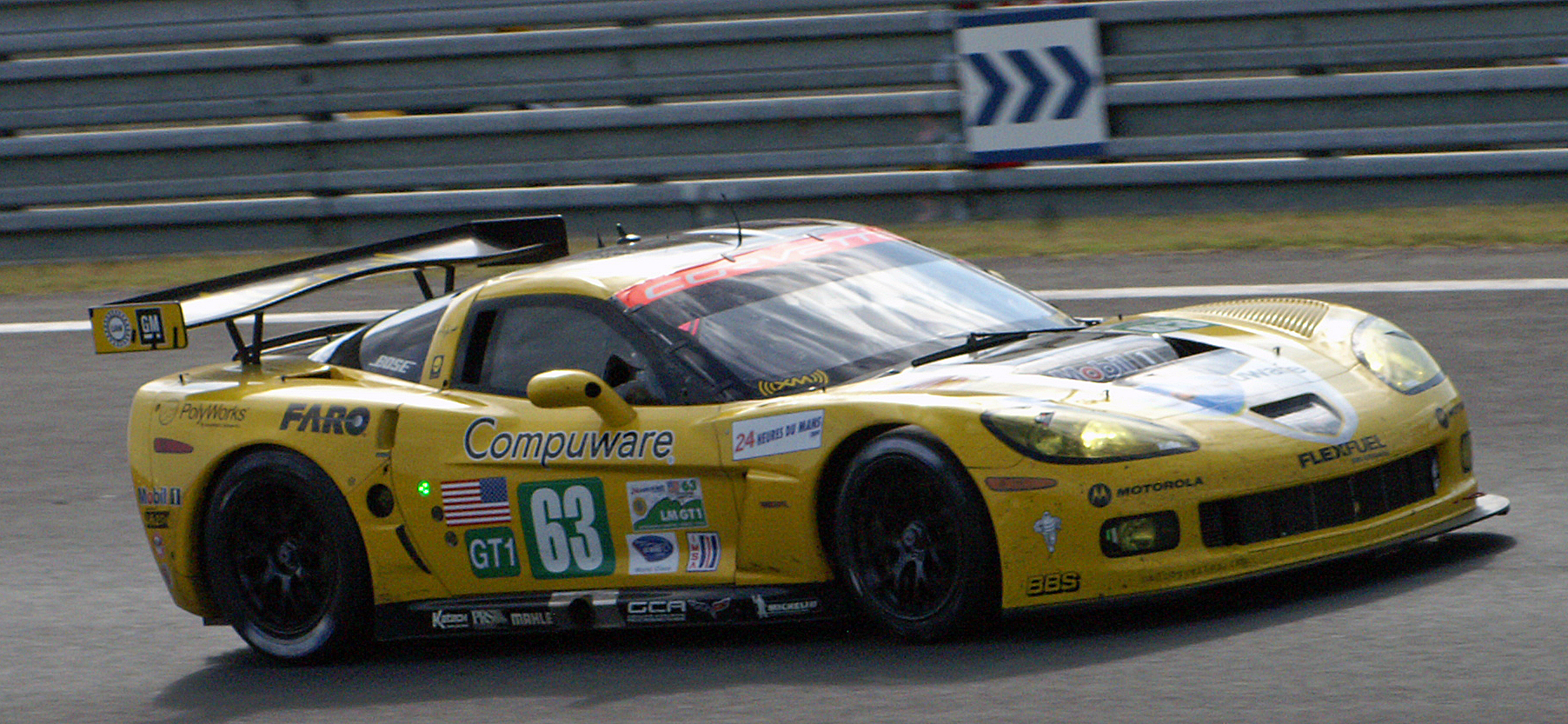
La Corvette C6-R (versione 2009)

In classe Gt1 si è riproposto il duello del 2005 tra la Corvette C6-R e l'Aston Martin DBR9. L'americana numero 64 affidata a Gavin/Beretta/Magnussen e l'inglese numero 009 pilotata da Sarrazin/Lamy/Ortelli hanno gareggiato a ritmi elevatissimi e il distacco tra le due non ha mai superato un giro, marcandosi strette anche nelle soste ai box per il cambio dei piloti e il rifornimento. La lotta serrata è durata fino alle 14:05 di domenica, quando la vettura inglese è stata costretta ad una prolungata sosta ai box per colpa della frizione e Jan Magnussen, che era in quel momento alla volante, ha ceduto il comando della gara ai rivali, che l'hanno mantenuto fino alla bandiera a scacchi con un vantaggio finale di 5 giri sull'altra Aston Martin numero 007 di Enge/Turner/Piccini.
Alle spalle dei primi, grazie alla loro regolarità, la Corvette C5-R privata del team Luc Alphand Aventures guidata da Patrice Goueslard, Jerome Policand e dallo stesso Luc Alphand,
L'altra Corvette C6-R, la numero 63 guidata da Ron Fellows, Johnny O'Connell e Max Papis è giunta settima nonostante diversi problemi meccanici, il più grave dei quali alla trasmissione, che ha costretto i meccanici di entrambe le vetture del team a mettersi al lavoro per ricostruirla completamente (la sostituzione della trasmissione è vietata dal regolamento), permettendo così a Johnny O'Connell di rientrare in gara dopo solo un'ora e nove minuti passati ai box.

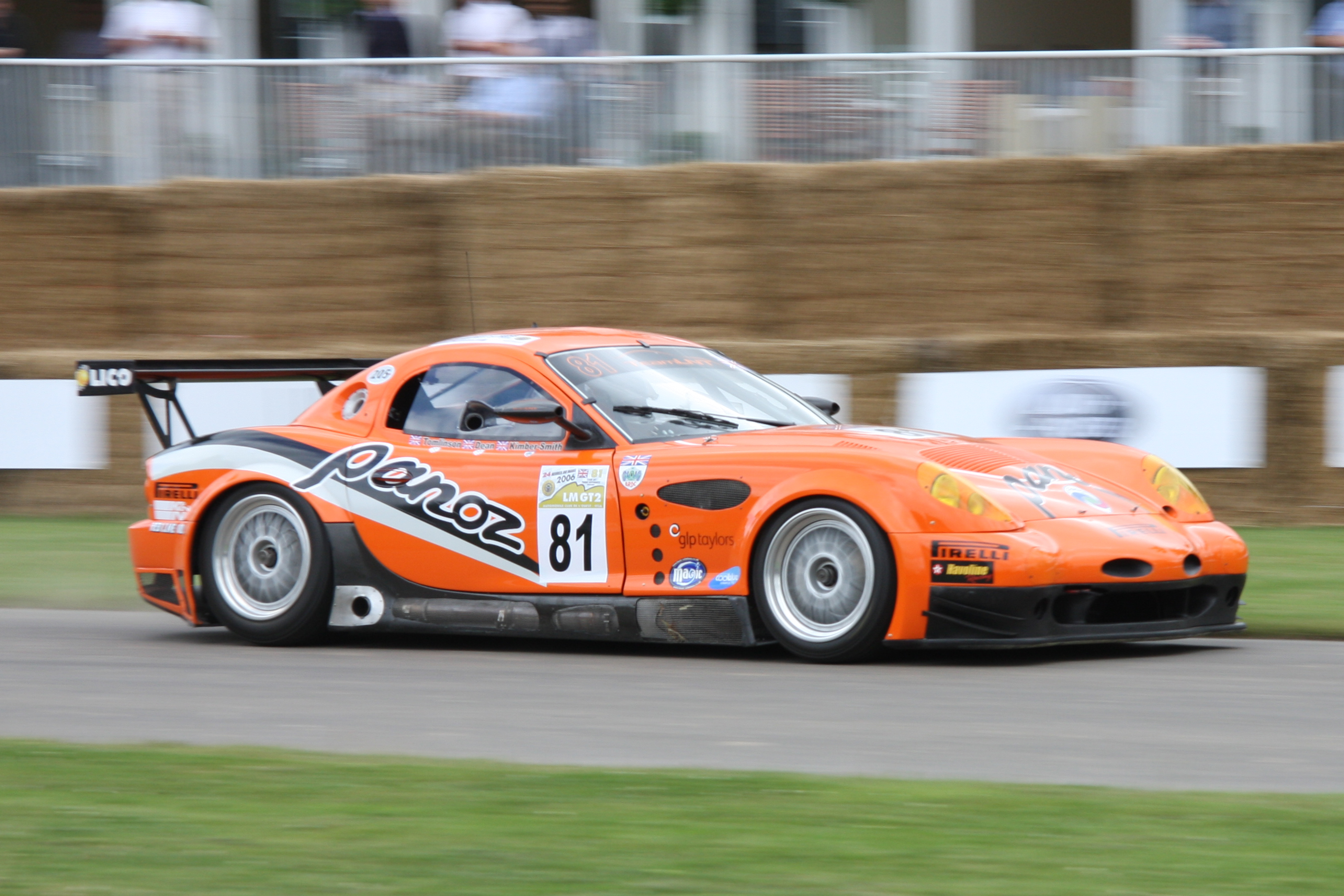
La Panoz Esperante GT-LM

Salgono così a cinque su sei partecipazioni i successi della Gran Turismo americana e questo è il quarto consecutivo, nonché la terza affermazione di fila per l'equipaggio Gavin/Beretta/Magnussen a Le Mans.
In Classe GT2 vittoria a sorpresa della Panoz Esperante del team LNT condotta da Tomlinson, Dean e Kimber-Smith, che riesce a battere le ben più collaudate Porsche 911 GT3 RSR. Tale risultato è stato ottenuto anche grazie ai problemi al cambio che nell'ultima ora di gara hanno afflitto la Porsche del team Farnbacher Racing, che conduceva la gara fino a quel momento e che ha in seguito rischiato di cedere anche la seconda posizione andando a sbattere alla curva Tetre Rouge. Completa il podio la debuttante Ferrari F430GT grazie all'equipaggio formato da Kirkardy, Mullen e Niarchos.

## Classifiche

### Provvisorie
| Pos. | Dopo la 1ª ora | Dopo la 1ª ora                                          | Dopo 6 ore | Dopo 6 ore                                           | Dopo 12 ore | Dopo 12 ore                                          | Dopo 18 ore | Dopo 18 ore                                               |
| Pos. | n°             | Vettura / Piloti                                        | n°         | Vettura / Piloti                                     | n°          | Vettura / Piloti                                     | n°          | Vettura / Piloti                                          |
| ---- | -------------- | ------------------------------------------------------- | ---------- | ---------------------------------------------------- | ----------- | ---------------------------------------------------- | ----------- | --------------------------------------------------------- |
| 1    | 7              | Audi R10 (LMP1) Capello / Kristensen / McNish           | 8          | Audi R10 (LMP1) Biela / Werner / Pirro               | 8           | Audi R10 (LMP1) Biela / Werner / Pirro               | 8           | Audi R10 (LMP1) Biela / Werner / Pirro                    |
| 2    | 16             | Pescarolo C60 Hybrid (LMP1) Collard / Comas / Minassian | 17         | Pescarolo C60 Hybrid (LMP1) Loeb / Hélary / Montagny | 17          | Pescarolo C60 Hybrid (LMP1) Loeb / Hélary / Montagny | 17          | Pescarolo C60 Hybrid (LMP1) Loeb / Hélary / Montagny      |
| 3    | 8              | Audi R10 (LMP1) Biela / Werner / Pirro                  | 14         | Dome S101Hb (LMP1) Lammers / Yoong / Johansson       | 14          | Dome S101Hb (LMP1) Lammers / Yoong / Johansson       | 7           | Audi R10 (LMP1) Capello / Kristensen / McNish             |
| 4    | 17             | Pescarolo C60 Hybrid (LMP1) Loeb / Hélary / Montagny    | 5          | Courage LC70 (LMP1) Primat / Fässler / Peter         | 7           | Audi R10 (LMP1) Biela / Werner / Pirro               | 009         | Aston Martin DBR9 (GT1) Lamy / Sarrazin / Ortelli         |
| 5    | 13             | Courage LC70 (LMP1) Nakano / Gounon / Kurosawa          | 7          | Audi R10 (LMP1) Biela / Werner / Pirro               | 009         | Aston Martin DBR9 (GT1) Lamy / Sarrazin / Ortelli    | 64          | Chevrolet Corvette C6.R (GT1) Gavin / Beretta / Magnussen |

### Classifica finale
| Pos    | Classe (Pos) | Num | Team                                                        | Piloti                                                  | Vettura                     | Motore                           | Pneumatici | Giri compiuti |
| ------ | ------------ | --- | ----------------------------------------------------------- | ------------------------------------------------------- | --------------------------- | -------------------------------- | ---------- | ------------- |
| 1      | LMP1 (1)     | 8   | Audi Sport Team Joest                                       | Frank Biela Marco Werner Emanuele Pirro                 | Audi R10 Tdi                | Audi TDI 5.5L Turbo V12 (Diesel) | M          | 380           |
| 2      | LMP1 (2)     | 17  | Pescarolo Sport                                             | Sébastien Loeb Éric Hélary Franck Montagny              | Pescarolo C60 Hybrid        | Judd GV5 S2 5.0L V10             | M          | 376           |
| 3      | LMP1 (3)     | 7   | Audi Sport Team Joest                                       | Rinaldo Capello Tom Kristensen Allan McNish             | Audi R10 Tdi                | Audi TDI 5.5L Turbo V12 (Diesel) | M          | 367           |
| 4      | GT1 (1)      | 64  | Corvette Racing                                             | Oliver Gavin Olivier Beretta Jan Magnussen              | Chevrolet Corvette C6.R     | Chevrolet 7.0L V8                | M          | 355           |
| 5      | LMP1 (4)     | 16  | Pescarolo Sport                                             | Emmanuel Collard Érik Comas Nicolas Minassian           | Pescarolo C60 Hybrid        | Judd GV5 S2 5.0L V10             | M          | 352           |
| 6      | GT1 (2)      | 007 | Aston Martin Racing                                         | Tomáš Enge Darren Turner Andrea Piccini                 | Aston Martin DBR9           | Aston Martin 6.0L V12            | M          | 350           |
| 7      | GT1 (3)      | 72  | Luc Alphand Aventures                                       | Luc Alphand Pierre Goueslard Jerôme Pelicand            | Chevrolet Corvette C5-R     | Chevrolet 7.0L V8                | M          | 346           |
| 8      | LMP2 (1)     | 25  | Ray Mallock, Ltd. (RML)                                     | Mike Newton Thomas Erdos Andy Wallace                   | MG-Lola EX264               | AER P07 2.0L Turbo I4            | M          | 343           |
| 9      | GT1 (4)      | 62  | Russian Age Racing Team Modena                              | Antonio Garcia David Brabham Nelson Piquet Jr.          | Aston Martin DBR9           | Aston Martin 6.0L V12            | M          | 343           |
| 10     | GT1 (5)      | 009 | Aston Martin Racing                                         | Pedro Lamy Stéphane Sarrazin Stéphane Ortelli           | Aston Martin DBR9           | Aston Martin 6.0L V12            | M          | 342           |
| 15     | GT2 (1)      | 81  | Team LNT                                                    | Lawrence Tomlinson Tom Kimber-Smith Richard Dean        | Panoz Esperante GT-LM       | Elan 5.0L V8                     | P          | 321           |
| 16     | GT2          | 83  | Seikel Motorsport Farnbacher Racing                         | Lars-Erik Nielsen Pierre Ehret Dominik Farnbacher       | Porsche 911 GT3-RS          | Porsche 3.6L Flat-6              | Y          | 320           |
| 17     | GT2          | 87  | Scuderia Ecosse                                             | Andrew Kirkaldy Chris Niarchos Tim Mullen               | Ferrari F430GT              | Ferrari F136 4.0L V8             | M          | 311           |
| 18     | GT2          | 80  | Flying Lizard Motorsports                                   | Johannes van Overbeek Patrick Long Seth Neiman          | Porsche 911 GT3-RSR         | Porsche 3.6L Flat-6              | M          | 309           |
| 19     | LMP2         | 33  | Intersport Racing                                           | Clint Field Liz Halliday Duncan Dayton                  | Lola B05/40                 | AER P07 2.0L Turbo I4            | G          | 297           |
| 20     | LMP2         | 22  | Rollcentre Racing                                           | Martin Short João Barbosa Stuart Moseley                | Radical SR9                 | Judd XV675 3.4L V8               | D          | 294           |
| 21     | LMP2         | 32  | Barazi-Epsilon                                              | Juan Barazi Michael Vergers Neil Cunningham             | Courage C65                 | AER P07 2.0L Turbo I4            | M          | 294           |
| 22     | GT2          | 93  | Team Taisan Advan                                           | Kazuyuki Nishizawa Shinichi Yamaji Philip Collin        | Porsche 911 GT3-RS          | Porsche 3.6L Flat-6              | Y          | 291           |
| 23 NC  | GT2          | 73  | Gordon Racing Team Ice Pol Racing Team                      | Yves-Emmanuel Lambert Christian Lefort Romain Ianetta   | Porsche 911 GT3-RSR         | Porsche 3.8L Flat-6              | D          | 282           |
| 24 NC  | LMP1         | 2   | Zytek Engineering Team Essex Invest                         | John Nielsen Casper Elgaard Philip Andersen             | Zytek 06S                   | Zytek ZB408 4.0L V8              | M          | 269           |
| 25 NC  | LMP1         | 19  | Chamberlain-Synergy Motorsport                              | Bob Berridge Gareth Evans Peter Owen                    | Lola B06/10                 | AER P32T 3.6L Turbo V8           | D          | 267           |
| 26 NC  | LMP2         | 20  | Pierre Bruneau                                              | Marc Rostan Simon Pullan Chris MacAllister              | Pilbeam MP93                | Judd XV675 3.4L V8               | M          | 244           |
| 27 NC  | GT1          | 53  | JLOC Isao Noritake                                          | Marco Apicella Koji Yamanishi Yasutaka Hinoi            | Lamborghini Murciélago R-GT | Lamborghini L535 6.0L V12        | P          | 283           |
| 28 DNF | GT2          | 89  | Sebah Automotive Ltd.                                       | Christian Ried Xavier Pompidou Thorkild Thyrring        | Porsche 911 GT3-RSR         | Porsche 3.6L Flat-6              | D          | 256           |
| 29 DNF | LMP1         | 9   | Creation Autosportif Ltd.                                   | Felipe Ortiz Giuseppe Gabbiani Jamie Campbell-Walter    | Creation CA06/H             | Judd GV5 S2 5.0L V10             | M          | 240           |
| 30 DNF | GT1          | 50  | Larbre Compétition                                          | Patrick Bornhauser Jean-Luc Blanchemain Gabriele Gardel | Ferrari 550-GTS Maranello   | Ferrari F133 5.9L V12            | M          | 222           |
| 31 DNF | GT2          | 76  | IMSA Performance Matmut                                     | Raymond Narac Luca Riccitelli Romain Dumas              | Porsche 911 GT3-RSR         | Porsche 3.8L Flat-6              | M          | 211           |
| 32 DNF | GT2          | 86  | Spyker Squadron b.v.                                        | Jeroen Bleekemolen Mike Hezemans Jonny Kane             | Spyker C8 Spyder GT2-R      | Audi 3.8L V8                     | M          | 202           |
| 33 DNF | GT1          | 67  | Convers MenX Team                                           | Alexei Vasiliev Robert Pergl Peter Kox                  | Ferrari 550-GTS Maranello   | Ferrari F133 5.9L V12            | M          | 196           |
| 34 DNF | GT2          | 91  | T2M Motorsport                                              | Yutaka Yamagishi Jean-René de Fournoux Miro Konopka     | Porsche 911 GT3-RS          | Porsche 3.6L Flat-6              | D          | 196           |
| 35 DNF | LMP2         | 39  | Chamberlain-Synergy Motorsport ASM Team Racing for Portugal | Miguel Amaral Warren Hughes Miguel Ángel de Castro      | Lola B05/40                 | AER P07 2.0L Turbo I4            | D          | 196           |
| 36 DNF | LMP1         | 6   | Lister Storm Racing                                         | Gavin Pickering Nicolas Kiesa Jens Møller               | Lister Storm LMP Hybrid     | Chevrolet LS1 6.0L V8            | D          | 192           |
| 37 DNF | LMP1         | 14  | Racing for Holland                                          | Jan Lammers Alex Yoong Stefan Johansson                 | Dome S101Hb                 | Judd GV5 5.0L V10                | D          | 182           |
| 38 DNF | LMP1         | 12  | Courage Compétition                                         | Sam Hancock Alexander Frei Gregor Fisken                | Courage LC70                | Mugen MF458S 4.5L V8             | Y          | 171           |
| 39 DNF | GT2          | 90  | White Lightning Racing Krohn Racing                         | Jörg Bergmeister Nic Jönsson Tracy Krohn                | Porsche 911 GT3-RSR         | Porsche 3.6L Flat-6              | M          | 148           |
| 40 DNF | LMP2         | 30  | Gerard Welter                                               | Patrice Roussel Frédéric Hauchard Julien Briché         | WR LMP04                    | Peugeot 2.0L Turbo I4            | P          | 134           |
| 41 DNF | LMP1         | 5   | Swiss Spirit                                                | Harold Primat Marcel Fässler Philipp Peter              | Courage LC70                | Judd GV5 S2 5.0L V10             | M          | 132           |
| 42 DNF | GT1          | 61  | Russian Age Racing Cirtek Motorsport                        | Tim Sugden Nigel Smith Christian Vann                   | Ferrari 550-GTS Maranello   | Ferrari F133 5.9L V12            | M          | 124           |
| 43 DNF | GT2          | 98  | Noël del Bello Racing                                       | Adam Sharpe Patrick Bourdais Tom Cloet                  | Porsche 911 GT3-RSR         | Porsche 3.6L Flat-6              | M          | 115           |
| 44 DNF | LMP2         | 36  | Paul Belmondo Racing                                        | Claude-Yves Gosselin Karim A. Ojjeh Pierre Ragues       | Courage C65                 | Ford (Mecachrome) 3.4L V8        | M          | 84            |
| 45 DNF | LMP2         | 37  | Paul Belmondo Racing                                        | Patrice Roussel Didier André Yann Clairay               | Courage C65                 | Ford (Mecachrome) 3.4L V8        | M          | 48            |
| 46 DNF | LMP2         | 35  | G-Force Racing                                              | Franck Hahn Jean-François Leroch Ed Morris              | Courage C65                 | Judd XV675 3.4L V8               | D          | 47            |
| 47 DNF | GT2          | 85  | Spyker Squadron b.v.                                        | Donny Crevels Peter Dumbreck Tom Coronel                | Spyker C8 Spyder GT2-R      | Audi 3.8L V8                     | M          | 40            |
| 48 DNF | LMP1         | 13  | Courage Compétition                                         | Shinji Nakano Jean-Marc Gounon Haruki Kurosawa          | Courage LC70                | Mugen MF458S 4.5L V8             | Y          | 35            |
| 49 DNF | GT2          | 77  | Multimatic Motorsport Team Panoz                            | Gunnar Jeannette Scott Maxwell Tom Milner               | Panoz Esperante GT-LM       | Ford (Élan) 5.0L V8              | P          | 34            |
| 50 DNF | GT1          | 69  | BMS Scuderia Italia                                         | Fabrizio Gollin Fabio Babini Christian Pescatori        | Aston Martin DBR9           | Aston Martin 6.0L V12            | P          | 3             |

1. ↑  La vettura n°53 iscritta dalla squadra JLOC Isao Noritake non è riuscita a completare l'ultimo giro della gara e perciò è stata retrocessa in fondo alla lista dei classificati.